# 藤井典明
藤井 典明（ふじい のりあき、1915年（大正4年）11月26日 - 1994年（平成6年）11月17日）は、日本の声楽家（バリトン、一部にテノールとなっているものも存在する）、合唱指揮者、音楽教育者。名前の読みをテンメイとしている資料もある。

## 経歴
広島県出身。1940年（昭和15年）東京音楽学校卒、1942年（昭和17年）東京音楽学校研究科修了。
1940年（昭和15年）読売新人演奏会でデビュー。オペラでは、藤原歌劇団を中心に、バリトン歌手として出演するとともに、1947年（昭和22年） - 1955年（昭和30年）藤原歌劇団合唱部の指導にあたった。オペラの公演に関わった記録は66回に及ぶ。
音楽教育面では、1940年（昭和15年）東京音楽学校教師。1944年（昭和19年）共立女子専門学校講師。1947年（昭和22年）フェリス女学院（当時の校名は「横浜山手女学院」と変えられていたが、1950年（昭和25年）に「フェリス女学院」に戻される）専門学校音楽科創設と共に声楽講師となる。生徒はたったの7名であったが、当時の講師陣は、1941年（昭和16年）に着任していた三宅洋一郎のほか、新たに藤井、作曲家の團伊玖磨、音楽評論家の寺西春雄、ピアニストの大島正泰が名を連ねていた。1957年（昭和32年）山形大学助教授、1967年（昭和42年） - 1979年（昭和54年）東京学芸大学教授を歴任。
また、CBC（中部日本放送）合唱団、ビクターなどの合唱団指揮をつとめた。
1994年（平成6年）11月17日死去。78歳没。死去時、木下記念歌曲研究会会員。

## 主なディスコグラフィー
下記以外にもSPレコードの音源が大量に（2020年4月1日時点で95件）存在する。なお、交声曲『海道東征』上演記録（信時裕子編）においては、演奏会では大半がバリトンであるが、テノール、指揮が混在している。レコードではテノールを担当している。
- 信時潔 ：交声曲『海道東征』北原白秋（作詞）、信時潔（作曲）、朝倉春子、山内秀子（ソプラノ）、千葉静子（アルト）、藤井典明、渡邊高之助（テノール）、中山悌一（バリトン）、栗本正 （バリトン・バス）、木下保（指揮）、東京音楽学校管弦楽部・合唱団、録音：1941年（昭和16年）ビクターレコード[2]
- SP音源復刻盤 信時潔作品集成（2008年度（平成20年度）文化庁芸術祭大賞受賞）オムニバス 日本伝統文化振興財団
- 海ゆかばのすべて オムニバス 2005/6/22 キングレコード